# گرت برائور
گرت برائور (به آلمانی: Gert Brauer) بازیکن فوتبال و مدافع اهل آلمان شرقی بود که از سال ۱۹۷۹ میلادی عضو تیم ملی فوتبال آلمان شرقی بوده‌است. وی در ۴ بازی ملی حضور داشته و در بازی‌های ملی‌اش گلی به ثمر نرساند. گرت برائور آخرین بازی ملی خود را در سال ۱۹۸۰ میلادی انجام داد.